# Woronowo I
Woronowo I – dawna osada. Tereny na których leżała znajdują się obecnie na Białorusi, w obwodzie witebskim, w rejonie głębockim, w sielsowiecie Podświle.

## Historia
W czasach zaborów wieś skarbowa w gminie Głębokie, w powiecie dzisieńskim, w guberni wileńskiej Imperium Rosyjskiego.
W latach 1921–1945 osada leżała w Polsce, w województwie wileńskim, w powiecie dziśnieńskim, w gminie Głębokie, od 1929 w gminie Plisa.
Według Powszechnego Spisu Ludności z 1921 roku zamieszkiwało tu 11 osób, wszystkie były wyznania rzymskokatolickiego i zadeklarowały polską przynależność narodową. Był tu 1 budynek mieszkalny. W 1931 w 1 domu zamieszkiwało 10 osób.
Wierni należeli do parafii rzymskokatolickiej w Głębokiem i prawosławnej w m. Zaborje. Miejscowość podlegała pod Sąd Grodzki w Głębokiem i Okręgowy w Wilnie; właściwy urząd pocztowy mieścił się w Plise.